# Col de Leschaux
Le col de Leschaux est un col routier alpin situé sur la commune de Leschaux, dans le département français de la Haute-Savoie à 897 m d'altitude, dans le massif des Bauges.

## Toponymie
Le toponyme Leschaux est mentionné en 1292, sous la forme Calcibus. Il s'agit d'une « agglutination de l'article les avec chaux, considéré comme un pluriel ». Le mot chal (« La Cha » en forme locale), au singulier, désigne les pâturages de montagnes, d'accès difficile et maigres en végétation.

## Géographie

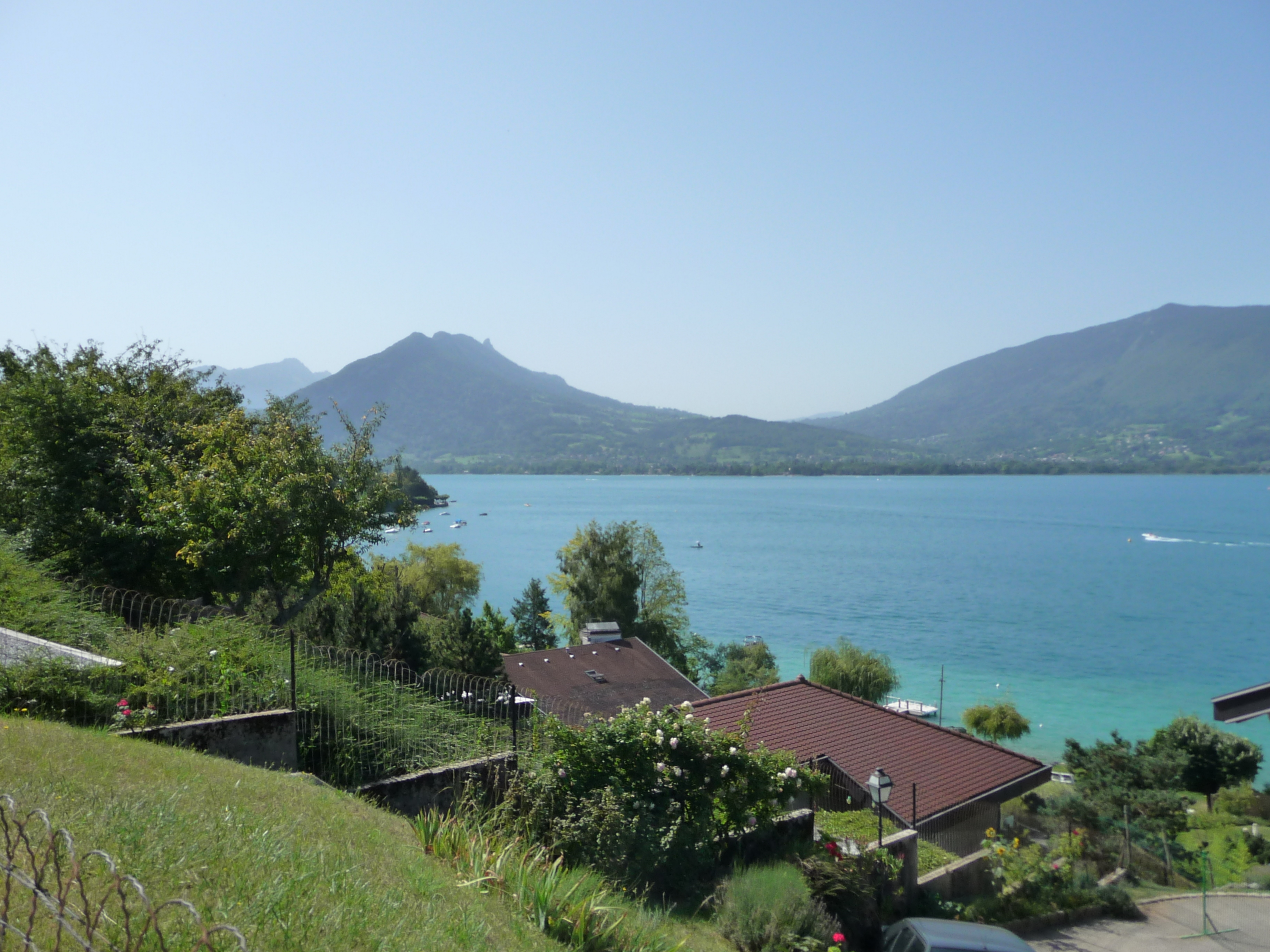
Vue depuis les hauteurs de Veyrier-du-Lac au nord du lac d'Annecy et du col de Leschaux encadré par le roc des Bœufs à gauche et le Semnoz à droite.

Le col est situé à 897 mètres d'altitude, dans le nord du massif des Bauges, entre le roc des Bœufs (1 775 m) à l'est et le Semnoz (1 702 m) à l'ouest, au-dessus du lac d'Annecy (447 m) au nord et de la vallée du Chéran (600 m) au sud. Le Laudon — qui se jette dans le lac d'Annecy — prend sa source sur son ubac et le Nant de Glapigny — affluent en rive droite du Chéran — sur son adret.
Le climat y est de type montagnard.
Quatre routes arrivent au col :
- la route départementale 912 sur son ubac en provenance de Sevrier ;
- la route départementale 912 sur son adret en provenance de Lescheraines ;
- la route départementale 110 à l'ouest en provenance du Semnoz ;
- la route départementale 10 à l'est en provenance de Bellecombe-en-Bauges et de Saint-Jorioz par Saint-Eustache et la Chapelle-Saint-Maurice.

C'est le seul col routier entre l'intérieur du massif des Bauges et le bassin du lac d'Annecy, les autres cols de la Frasse, de Bornette, de Chérel ou d'Orgeval ne pouvant être franchis qu'à pied ou en véhicule tout-terrain sur des pistes à accès réglementé.
Le col est également le point de passage du GR 96, du GRP Tour du Lac d'Annecy et du GRP Massif des Bauges.
Le centre du village de Leschaux se trouve juste au-dessus du col, sur les pentes du Semnoz, mais il s'étend jusqu'au col qui comporte des habitations, exploitations agricoles et commerces.

## Histoire
Durant la période romaine, le passage par le col semble avoir été utilisé par une voie romaine secondaire. Parallèlement à la voie principale reliant Moûtiers à Genève, via Boutae (Annecy) mais passant sur le versant opposé du lac d'Annecy, et à une voie secondaire passant par la rive gauche du lac par la plaine de Saint-Jorioz, un autre passage semblait emprunter depuis Saint-Pierre-d'Albigny un chemin qui traversait les Bauges, un embranchement permettait de se diriger vers Chambéry, l'autre montait sur le col de Leschaux et redescendait sur Sévrier en direction d'Annecy. Une pierre milliaire (datée de 307) retrouvée sur le territoire communal de Sévrier, au lieu-dit Létraz en 1816, semble confirmer cet itinéraire, cependant aucune autre borne n'a été trouvée sur l'axe à travers les Bauges pour confirmer l'existence de cette voie.
Au cours de l'époque féodale, le col semble avoir une relative importance. En effet, le chemin qui part du village de Saint-Jorioz, par le Villaret, est gardé par le château de Villard-Chabod. Plus en amont, dans le village de Saint-Eustache, une tour seigneuriale permet de guetter la route.

## Activités

### Cyclisme
Le col de Leschaux a été franchi au total à 3 reprises par le Tour de France. Il est classé en 3e catégorie. Voici les coureurs qui ont franchi en tête le col :
- 1970 (12e étape) : Cyrille Guimard  France
- 1985 (12e étape) : Rodolfo Massi  Italie
- 2013 (20e étape) : Igor Antón  Espagne

La 6e étape du Critérium du Dauphiné 2012 est également passée par le col.